# Flygblad

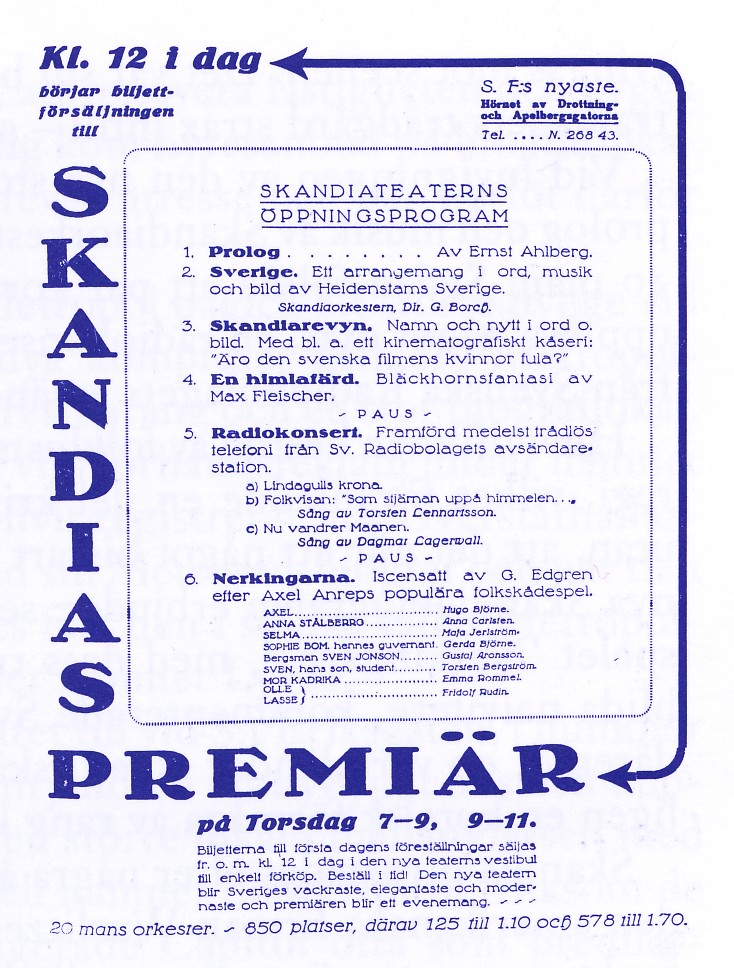
Biografen Skandias flygblad vid invigningen i Stockholm 1923.

Flygblad, flygskrift, flyer (avråds i SAOL) eller flajer är litet pappersblad med ett enkelt budskap. Budskapet är oftast kommersiell reklam eller politisk propaganda. Flygblad kan spridas ut för hand, men framförallt i krig har de spridits från flygplan.